# Балясников, Василий Фёдорович
Василий Фёдорович Балясников (1863 — не ранее 1916) — депутат Государственной думы I созыва от Самарской губернии.

## Биография

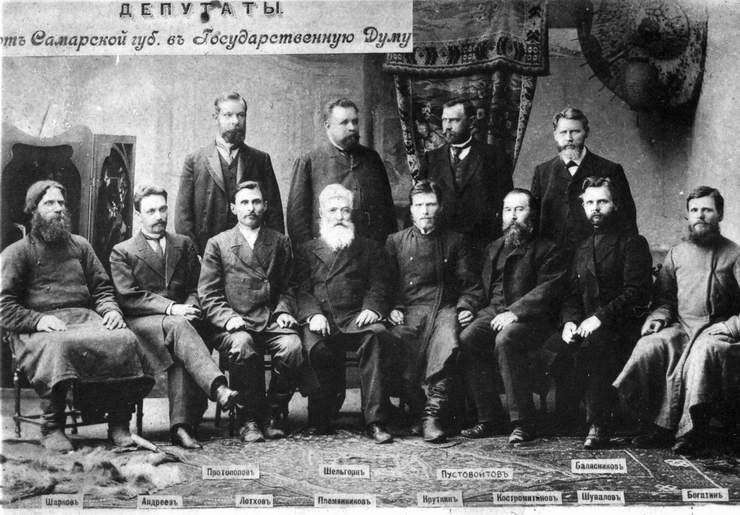
Члены государственной Думы Первого созыва от Самарской губернии. Первый ряд (слева направо) — П. В. Шарков, А. А. Андреев, И. С. Лотхов, В. А. Племянников, М. М. Круткин, Г. Н. Костромитинов, И. Е. Шувалов, Д. Г. Богатин; Второй ряд — Д. Д. Протопопов, Г. Х. Шельгорн, И. И. Пустовойтов, В. Ф. Балясников.

Русский, православный, родом из крестьян. Окончил Самарскую учительскую семинарию. Сельский учитель из Дубово-Умецкой волости Самарского уезда. Член Конституционно-демократической партии.
26 марта 1906 года избран крестьянами по соглашению с комитетом партии «Народной свободы» в Государственную думу I созыва от общего состава выборщиков Самарского губернского избирательного собрания. Входил в Конституционно-демократическую фракцию. Подписал законопроекты «42-х» по аграрному вопросу и о гражданском равенстве.
10 июля 1906 года в городе Выборге подписал «Выборгское воззвание» и осужден по ст. 129, ч. 1, п. п. 51 и 3 Уголовного Уложения, приговорен к 3 месяцам тюремного заключения.
Дальнейшая судьба неизвестна.